# ウィリアム・C・デミル
ウィリアム・C・デミル（William Charchill deMille、1878年7月25日 - 1955年3月5日）は、アメリカ合衆国出身の映画監督、脚本家である。弟は同じく映画監督のセシル・B・デミル。
ノースカロライナ州ワシントン生まれ。父親のヘンリーは旅芸人で、俳優・脚本のほかアメリカン・アカデミー・オブ・ドラマティック・アーツで教えたりもした。母親のマチルダはイギリス出身のユダヤ系移民で、夫と同業。最初の妻はジョージズムで知られる経済理論家ヘンリー・ジョージの娘・アンナで、二人の間の娘に振付師のアグネス・デ＝ミルがいる（アンナの兄嫁と高峰譲吉の妻は姉妹）。後妻に脚本家のクララ・S・ベレンジャー。愛人に脚本家のローナ・ムーン、オルガ・プリンツロウがおり、ローナとの間には男児リチャードが生まれ、セシル・B・デミルの養子になった。

## フィルモグラフィ
- カルメン Carmen（1915）脚本
- マリア・ローザ Maria Rosa（1916）脚本
- 真夏の狂乱 Midsummer Madness（1920）監督
- 浮気征伐 The Fast Set（1924）監督
- モダンガールと山男 The Runaway（1926）監督
- 電話姫 The Telephone Girl（1927）原作戯曲
- 明暗二人女 Two Kinds of Women（1932）監督